# Viennotaleyrodes nilagiriensis
Viennotaleyrodes nilagiriensis es un hemíptero de la familia Aleyrodidae, con una subfamilia: Aleyrodinae.
Fue descrita científicamente por primera vez por David, Krishnan & Thenmozhi en 1994.